# سوزان لينش (ممثلة)
سوزان لينش (بالإنجليزية: Susan Lynch) هي ممثلة بريطانية، ولدت في 5 يونيو 1971 في المملكة المتحدة.

## أعمال

### أفلام
- (1994) مقابلة مع مصاص الدماء[6]
- (2001) من الجحيم[7]
- (2007) العصر الذهبي[8]
- (2018) ريدي بلاير وان[9][10]

## وصلات خارجية
- سوزان لينش على موقع IMDb (الإنجليزية)
- سوزان لينش على موقع ألو سيني (الفرنسية)
- سوزان لينش على موقع أول موفي (الإنجليزية)
- سوزان لينش على موقع قاعدة بيانات برودواي على الإنترنت (الإنجليزية)
- سوزان لينش على موقع قاعدة بيانات الأفلام السويدية (السويدية)
- سوزان لينش على موقع قاعدة بيانات الفيلم (الإنجليزية)
- سوزان لينش على موقع كينوبويسك (الروسية)